# Leuwihideung
Leuwihideung is een bestuurslaag in het regentschap Sumedang van de provincie West-Java, Indonesië. Leuwihideung telt 1332 inwoners (volkstelling 2010).